# Venera z ogledalom (Tizian)
Venera z ogledalom (ok. 1555) je Tizianova slika, ki je zdaj v Narodni galeriji umetnosti v Washingtonu, D. C., in velja za enega od vrhuncev zbirke.
Položaj Venere je podoben klasičnim kipom Medičejske Venere v Firencah ali Kapitolske Venere v Rimu, ki ju je Tizian morda videl, ko je pisal, da se je »učil od čudovitih starodavnih kamnov«. Slika naj bi slavila idealno lepoto ženske oblike ali pa kritiko nečimrnosti ali morda oboje. Kopiralo ga je več poznejših umetnikov, vključno s Petrom Paulom Rubensom in Anthonisom van Dyckom.
Tizian je naredil več slik na isto temo, vendar se domneva, da je to najzgodnejša in edina različica, ki je v celoti delo Tiziana, brez dodatkov njegovih pomočnikov. V njegovi hiši je ostala do njegove smrti leta 1576.

## Slikanje in različice
Rentgenski posnetki slike so pokazali, da jo je Tizian naslikal čez dvojni portret, ki ga je opustil. Tizian je obdržal rdeči plašč ene od figur na zapuščeni sliki in ga položil pod Venerino roko. Uporaba plašča s prejšnje slike je verjetno igrala veliko vlogo pri kompoziciji nove slike.
Verjame se, da je Tizian izdelal še eno različico te Venere za beneškega odvetnika Niccola Crassa, ki je Tizianu približno v istem času naročil tudi slikanje retabla sv. Nikolaja v Bariju. Risbo druge različice je Anthonis van Dyck vključil v skicirko, ki jo je naredil med svojim potovanjem po Italiji. Ta druga različica je zdaj izgubljena, a studijska kopija obstaja v muzeju Ermitaž.
Tizian naj bi izdelal drugo kopijo, ki je bila leta 1567 poslana njegovemu rednemu pokrovitelju, španskemu kralju Filipu II. Tudi ta različica je bila izgubljena, vendar obstaja njena kopija Petra Paula Rubensa, ki je v muzeju Thyssen-Bornemiszi v Madridu.

## Izvor
Leta 1581, pet let po Tizianovi smrti, je vsebino njegove hiše v Benetkah, vključno z Venero z ogledalom, njegov sin in dedič Pomponio Vechellio prodal Christoforu Barbarigu. Leta 1850 je ruski generalni konzul v Benetkah A. Kvostov kupil sliko skupaj z velikim številom drugih mojstrovin od družine Barbarigo za carja Nikolaja I. za vsoto 525.000 frankov in je prišla v zbirko Muzej Ermitaž v Sankt Peterburgu.
Leta 1931 sta Josif Stalin in sovjetska vlada, da bi zaslužila tujo valuto za prvi od petletnih načrtov za nacionalno gospodarstvo Sovjetske zveze, na skrivaj prodala sliko skupaj s številnimi drugimi mojstrovinami sindikatu trgovcev z umetninami, ki so jo prodali ameriškemu zbiratelju Andrewu Mellonu, ki je želel ustvariti nacionalni muzej umetnosti za ZDA. Mellon jo je leta 1937 podaril vladi Združenih držav. Bila je ena prvih mojstrovin, ki so bile razstavljene v Narodni galeriji umetnosti v Washingtonu, ko so jo odprli leta 1941.

## Druge različice
- Studijska različica, ki je še vedno v Ermitažu, izvira iz zbirke cesarice Josephine, Malmaison
- Različica v muzeju Wallraf-Richartz v Kölnu
- Različica v Gemäldegalerie Alte Meister, Dresden
- Različica v kraljevi zbirki Združenega kraljestva od leta 1720
- Gravura Lucasa Vorstermana II. po Tizianu za Theatrum Pictorium
- Peter Paul Rubens, Venera pri toaleti, okoli leta 1608. To naj bi bila Rubensova kopija Tiziana, ki jo je naročil Filip II.
- Različica brez Kupida ali ogledala, Galleria Franchetti, Benetke
- Venera z ogledalom (skica)

## Dela, ki so morda vplivala na Tiziana
Na pozo slike so morda vplivali starogrški in rimski kipi Venere, ki jih je Tizian lahko videl v Rimu in Firencah. Nanj je vplival tudi njegov učitelj Giovanni Bellini, ki je bil vodja beneške slikarske šole, znane po mojstrski uporabi barv.

## Vpliv slike
Temo slike so prilagodili številni kasnejši umetniki, med njimi Peter Paul Rubens in Diego Velázquez.
Sama slika je bila navdih za domišljijo protagonista Severina v romanu Leopolda von Sacher-Masocha Venera v krznu iz leta 1870.

## Galerija, vplivi
- Delo, ki je morda vplivalo na Tiziana, je Medičejska Venera v galeriji Uffizi v Firencah
- Delo, ki je morda vplivalo na Tiziana, je Kapitolska Venera v Kapitolskih muzejih v Rimu
- Venera v ogledalu, Peter Paul Rubens (1615). Rubens je temo prilagodil svojemu slogu.
- Rokebyjeva Venera Diega Velázqueza. (1599–1660). Dokončano med letoma 1647 in 1651. Velazquez bi videl kopijo Tizianove Venere z ogledalom, ki jo je naročil španski kralj Filip II.
- Simon Vouet, Venerina toaleta, okoli 1628. Simon Vouet je živel v Italiji od 1613 do 1627 in je zagotovo poznal Tizianovo delo. V Francijo je uvozil italijanski slog.